# バンコク・スカイトレインEMU-B3型電車
バンコク・スカイトレインEMU-B3型電車（バンコク・スカイトレインEMU-B3がたでんしゃ）は、2019年11月30日に営業運転を開始したバンコク・スカイトレイン（BTS）の通勤型電車である。

## 概要
4両編成（Mc1,T1,T2,Mc2）×24本 = 96両

### 車体
全塗装されている。塗色にはタイ国旗を彷彿とさせる白・赤・青が使われている

### 車内
車内は白を基調としている。座席は黄色のオールロングシートで、雨天時で濡れた客が座った後に拭きやすいよう繊維強化プラスチックを使用している。
窓は直線的な印象となっており、ドアの窓や取っ手は独特な形状である。外吊り式ドアで、閉扉時にチャイムが鳴る。

## 編成
|                                          | ← ケーハクーコット →                     | ← ケーハクーコット →                     | ← ケーハクーコット →                     | ← ケーハクーコット → |
| ← バーンワーサナームキラーヘンチャート → | ← バーンワーサナームキラーヘンチャート → | ← バーンワーサナームキラーヘンチャート → | ← バーンワーサナームキラーヘンチャート → |                      |
| ---------------------------------------- | ---------------------------------------- | ---------------------------------------- | ---------------------------------------- | -------------------- |
| 形式                                     | 18×× （Tc）                              | 28×× （M）                               | 29×× （M）                               | 19×× （Tc）          |
| 搭載機器                                 |                                          | VVVF                                     | VVVF                                     |                      |
| 動輪軸                                   | ○○ ○○                                    | ●● ●●                                    | ●● ●●                                    | ○○ ○○                |
|                                          | 1875 : 1898                              | 2875 : 2898                              | 2975 : 2998                              | 1975 : 1998          |